# Choi Mi-sun
Choi Mi-sun (hangŭl: 최미선) (Gwangju, 1º luglio 1996) è un'arciera sudcoreana specialista del ricurvo.
Ha vinto la medaglia d'oro nella gara a squadre femminile alle Olimpiadi del 2016 di Rio de Janeiro.

## Carriera sportiva
Fa il suo debutto internazionale nel maggio 2015 prendendo parte alla prima fase della Coppa del mondo di tiro con l'arco a Shanghai, dove si piazza terza nella gara individuale. A seguire, in quello stesso mese, nella seconda fase della Coppa del mondo ad Adalia Choi sconfigge le connazionali Chang Hye-jin e la favorita Ki Bo-bae, doppia medaglia d'oro olimpica del 2012, rispettivamente nella semifinale e nella finale dell'individuale femminile, prima di unirsi a Kim Woo-jin per vincere la gara a squadre miste.
Il successivo torneo internazionale di Choi è a luglio l'Universiade 2015 a Gwangju. Qui, dopo essere stata designata per la squadra sudcoreana insieme a Ki Bo-bae, avanza nell'individuale femminile fino a disputare la sua seconda finale dell'anno contro la campionessa olimpica. Ki vince la gara in quello che è stato definito un "duello memorabile", superando Choi di dieci punti a nove nello spareggio finale ad una freccia.
Nello stesso anno partecipa ai Campionati mondiali di tiro con l'arco a Copenaghen, dove ottiene due medaglie di bronzo, e alla finale della Coppa del mondo di tiro con l'arco a Città del Messico dove vince la medaglia d'oro individuale.
Choi vince la selezione per i suoi primi Giochi olimpici nella primavera del 2016, unendosi a Chang Hye-jin e alla campionessa olimpica in carica Ki Bo-bae in partenza per Rio de Janeiro per difendere i propri titoli sia nell'individuale che nella gara a squadre. Alla vigilia dei Giochi era indicata come una delle favorite per la medaglia d'oro individuale insieme a Ki e alla taiwanese Tan Ya-ting e le sue prospettive di vincita erano state avvalorate a giugno quando aveva eguagliato il punteggio del record mondiale di Ki di 686 per un round di 72 frecce nella terza fase della Coppa del mondo di tiro con l'arco 2016.
Il 7 agosto 2016 alle Olimpiadi di Rio de Janeiro 2016 Choi ottiene la sua prima medaglia olimpica nella gara a squadre femminile: il trio coreano sconfigge comodamente la Russia nella finale per cinque punti a uno in condizioni difficili a causa del vento. La vittoria porta la Corea del Sud all'ottavo titolo olimpico consecutivo a squadre femminile, 28 anni dopo aver vinto il primo ai Giochi casalinghi di Seoul.
Alcuni giorni più tardi compete nel tiro con l'arco individuale, dove raggiunge i quarti di finale dopo essersi classificata prima con 669 punti su un massimo di 720, tre punti davanti a Chang e sei davanti a Ki. Tuttavia viene sconfitta dalla messicana Alejandra Valencia, doppia medaglia d'oro dei Giochi Panamericani 2011, con un risultato a sorpresa.
Durante l'Universiade 2017 a Taipei Choi batte il record mondiale per il round di 72 frecce con un punteggio di 687 sui 720 possibili, superando di un punto il precedente record stabilito da Ki Bo-bae alle Universiadi 2015. Riflettendo sul suo successo, l'arciera ammette di essere ancora stanca dopo le sue apparizioni in Coppa del mondo all'inizio dell'anno, ma di aver sentito che le condizioni meteorologiche favorevoli l'hanno aiutata a tirare al meglio.
I Campionati mondiali di tiro con l'arco 2017 tenuti a Città del Messico a settembre regalano a Choi la sua prima medaglia d'oro in questa competizione. Assieme a Chang Hye-jin e Kang Chae-young trionfa contro le padrone di casa del Messico nella finale a squadre femminile, vincendo il tredicesimo titolo a squadre femminile del Campionato del mondo della Corea del Sud. Nell'individuale femminile invece si sarebbe ritirata nei sedicesimi di finale contro la russa Ksenija Perova.
Choi non viene selezionata per far parte della squadra internazionale della Corea nel 2018, ma è nominata insieme a Chang Hye-jin e Kang Chae-young per la stagione 2019. Ai Campionati mondiali di tiro con l'arco 2019 tenuti a 's-Hertogenbosch Choi guadagna la medaglia di bronzo battendo nettamente la tedesca Michelle Kroppen dopo aver perso altrettanto nettamente la semifinale contro la taiwanese Lei Chien-ying.
Le Universiadi 2019 di Napoli vedono Choi aggiudicarsi la medaglia d'argento nella gara individuale svoltasi nel parco della Reggia di Caserta, dopo aver perso la finale contro la connazionale Kang Chae-young con un emozionante doppio shoot off; nella gara a squadre femminile le due atlete insieme conquistano l'oro rispettando i pronostici della vigilia.

## Palmarès
- Giochi olimpici

 Oro nella gara a squadre a Rio de Janeiro 2016
- Campionati mondiali di tiro con l'arco

 Oro nella gara a squadre femminile a Città del Messico 2017
 Bronzo nell'individuale a Copenaghen 2015
 Bronzo nella gara a squadre femminile a Copenaghen 2015
 Bronzo nell'individuale a 's-Hertogenbosch 2019
- Universiade
- Oro nella gara a squadre femminile a Taipei 2017
- Oro nella gara a squadre mista a Taipei 2017
- Oro nella gara a squadre femminile a Napoli 2019
- Argento nell'individuale a Gwangju 2015
- Argento nell'individuale a Napoli 2019